# Premi Robert Koch
I Premi Robert Koch consistono in un premio vero e proprio in denaro e una medaglia che vengono riconosciuti annualmente a persone particolarmente distintesi nelle scienze biomediche. Questi riconoscimenti nacquero dai primi tentativi di Robert Koch di ottenere dei fondi per sostenere la ricerca delle cause e la cura della tubercolosi. Koch scoprì il batterio (Mycobacterium tuberculosis) responsabile della terribile malattia ed ottenne subito sostegno finanziario internazionale, compresi 500 000 marchi oro dal filantropo scozzese-americano Andrew Carnegie.

## I premi Koch
Dal 1970 la Fondazione Koch ha riconosciuto premi per i maggiori progressi nelle scienze biomediche, in particolare nel campo della microbiologia e dell'immunologia.  Il prestigio di questi riconoscimenti è cresciuto negli ultimi decenni in misura tale che oggi è ampiamente riconosciuto come il premio scientifico internazionale più importante nel campo della microbiologia. Come è stato detto da un membro della giuria che assegna i premi, il comitato spesso si chiede: «Su che cosa lavorerebbe oggi Robert Koch?» per decidere a quale ricerca debba andare il riconoscimento.
Il più specifico premio Koch è comunemente considerato uno dei gradini (insieme ad altri premi come il Premio Lasker) per il raggiungimento del riconoscimento del Premio Nobel per scienziati che operano nel campo della microbiologia e dell'immunologia, e numerosi vincitori del premio Koch ricevettero successivamente il Premio Nobel quali César Milstein, Susumu Tonegawa e Harald zur Hausen. Tra gli altri premiati vi sono Albert Sabin, Jonas Salk e John Franklin Enders, per la loro opera pionieristica nello sviluppo di un vaccino contro la poliomielite (tra questi John Enders ricevette anche il Premio Nobel, insieme a Thomas Huckle Weller e Frederick Chapman Robbins).
Annualmente vengono assegnati due riconoscimenti indipendenti: la Medaglia d'oro per l'eccellenza riconosciuta nelle ricerche biomediche e il Premio Koch vero e proprio, consistente in una somma di 100 000 Euro, per la scoperta più importante nelle scienze biomediche.

## Vincitori del Premio Koch dal 1960
- 1960 Hugo Braun (Germania), René Dubos (USA), Toshiaki Ebina (Giappone), Ludwig Heilmeyer (Germania), Franz Redeker (Germania), Josef Tomczik (Svizzera)[1]
- 1962 John Franklin Enders (USA), Albert Sabin (USA), Jonas Salk (USA)
- 1963 Tomizo Yoshida (Giappone)
- 1965 Gertrud Meißner
- 1966 Karl Bartmann
- 1968 Heinz Stolp, Arthur Brockhaus, Hans-Werner Schlipköter
- 1970 William M. Hutchinson (Regno Unito), Pirjo Mäkelä (Finlandia), Jorgen C. Siim (Danimarca)
- 1971 Gertrude Henle e Werner Henle (USA)
- 1972 Hubertus Berrens (Paesi Bassi), Alain L. de Weck (Svizzera)
- 1973 Jean Lindenmann (Svizzera), Hans G. Schwick (Germania)
- 1974 Norbert Hilschmann (Germania)
- 1975 Harald zur Hausen (Germania), Heinz-G. Wittmann (Germania)
- 1976 Richard A. Finkelstein (USA), Mark H. Richmond (Regno Unito)
- 1977 Jean Dausset (Francia), Jon J. van Rood (Paesi Bassi)
- 1978 Albrecht K. Kleinschmidt (Germania), Heinz L. Sänger (Germania)
- 1979 Ruth Arnon (Israele), Peter Starlinger (Germania)
- 1980 César Milstein (Regno Unito), Lewis W. Wannamaker (USA)
- 1981 Robert M. Chanock (USA), Lars Å. Hanson (Svezia)
- 1982 Raymond L. Erikson (USA), Franz Oesch (Germania)
- 1983 Werner Goebel (Germania), Robert A. Weinberg (USA)
- 1984 Walter Doerfler (Germania), Stuart F. Schlossman (USA)
- 1985 Stefania Jabłońska (Polonia), Gérard Ch. J. Orth (Francia)
- 1986 Susumu Tonegawa (Giappone)
- 1987 Mario Rizzetto (Italia), Rudolf Rott (Germania), John Skehel (Regno Unito)
- 1988 Donald Metcalf (Australia)
- 1989 Irun R. Cohen (Israele), Alex J. van der Eb (Paesi Bassi)
- 1990 Lloyd J. Old (USA)
- 1991 Walter Fiers (Belgio), Tadatsugu Taniguchi (Giappone)
- 1992 Kary B. Mullis (USA)
- 1993 Hans-Georg Rammensee (Germania), Daniel W. Bradley (USA), Michael Houghton (USA)
- 1994 Volkmar Braun (Germania), Manuel Elkin Patarroyo Murillo (Colombia)
- 1995 Shigekazu Nagata (Giappone), Peter H. Krammer (Germania)
- 1996 Fritz Melchers (Svizzera), Klaus Rajewsky (Germania)
- 1997 Philippe Sansonetti (Francia)
- 1998 Yuan Chang (USA), Patrick S. Moore (USA)
- 1999 Ralph M. Steinman (USA)
- 2000 Stanley Falkow (USA)
- 2001 Axel Ullrich (Germania)
- 2002 Rudolf Jaenisch (USA)
- 2003 Adriano Aguzzi (Svizzera)
- 2004 Shizuo Akira (Giappone), Bruce A. Beutler (USA), Jules A. Hoffmann (Francia)
- 2005 Brian J. Druker (USA)
- 2006 Peter Palese (USA), Yoshihiro Kawaoka (Giappone)
- 2007 Pascale Cossart (Francia)
- 2008 Hans Robert Schöler (Germania), Irving Weissman (USA), Shinya Yamanaka (Giappone)
- 2009 Carl F. Nathan (USA)
- 2010 Max Dale Cooper (USA)
- 2011 Jorge E. Galán (USA)
- 2012 Tasuku Honjo (Giappone)
- 2013 Jeffrey I. Gordon (USA)
- 2014 Jean-Laurent Casanova (USA), Alain Fischer (Francia)
- 2015 Ralf Bartenschlager (Germania), Charles M. Rice (USA)
- 2016 Alberto Mantovani (Italia), Michel C. Nussenzweig (USA)
- 2017 Rafi Ahmed (India / USA), Antonio Lanzavecchia (Italia / Svizzera) [2]

## Vincitori della Medaglia d'oro dal 1974
- 1974 Paul Kallós (Svezia)[3]
- 1977 Pierre Grabar (Francia)
- 1978 Theodor von Brand (Germania), Saul Krugman (USA)
- 1979 Sir Christopher Andrewes (Regno Unito)
- 1980 Emmy Klieneberger-Nobel (Regno Unito)
- 1981 Maclyn McCarty (USA)
- 1982 Edgar Lederer (Francia), Walter Pagel (Regno Unito), Karel Styblo (Paesi Bassi)
- 1985 Richard M. Krause (USA)
- 1986 Ernst Ruska (Germania)
- 1987 Hans J. Müller-Eberhard (USA)
- 1988 Willy Burgdorfer (USA)
- 1989 Maurice Hilleman (USA)
- 1990 Ernst L. Wynder (USA)
- 1991 Werner Schäfer (Germania)
- 1992 Piet Borst (Paesi Bassi), Howard C. Goodmann (USA)
- 1993 Karl Lennert (Germania), Otto Westphal (Svizzera)
- 1994 Paul Klein (Germania)
- 1995 Charles Weissmann (Svizzera)
- 1996 Sir Gustav Nossal (Australia)
- 1997 Satoshi Ōmura (Giappone)
- 1998 George Klein (Svezia)
- 1999 Barry R. Bloom (USA)
- 2000 Marco Baggiolini (Svizzera)
- 2001 Avrion Mitchison (Regno Unito)
- 2002 Agnes Ullmann (Francia)
- 2003 Tadamitsu Kishimoto (Giappone)
- 2004 Heinz Schaller (Germania)
- 2005 Emil R. Unanue (USA)
- 2006 Hans-Dieter Klenk (Germania)
- 2007 Brigitte A. Askonas (Regno Unito)
- 2008 Philip Leder (USA)
- 2009 Volker ter Meulen (Germania)
- 2010 Fotis C. Kafatos (Grecia)
- 2011 Ernst-Ludwig Winnacker (Germania)
- 2012 Eckard Wimmer (USA)
- 2013 Anthony Fauci (USA)
- 2014 Hermann Bujard (Germania)
- 2015 Peter Piot (Regno Unito)
- 2016 Kai Simons (Germania)
- 2017 Christopher T. Walsh (USA)